# Praia da Fragosa
Praia da Fragosa na Enseada de Aver-o-Mar.
A Praia da Fragosa é uma extensa praia marítima na área urbana da Póvoa de Varzim, localizada entre a Praia de Fragosinho e a Praia do Esteiro, na freguesia de Aver-o-Mar. A Praia da Fragosa é uma praia bastante frequentada de areia branca com alguns penedos.
Em frente à praia encontra-se o Ilhéu Forcado, pequeno e rochoso com forma semelhante às bossas de um camelo.